# Chapelle Sainte-Marie de Tiermes
 (juillet 2025).
La chapelle Sainte-Marie de Tiermes (en espagnol : ermita de Santa María de Tiermes) est un édifice religieux catholique de style roman situé à proximité du site archéologique de Tiermes (commune de Montejo de Tiermes, province de Soria, Castille-et-León, Espagne). Construite au XIIe siècle, la chapelle est de forme rectangulaire, avec une abside semi-circulaire, une nef unique, et une galerie à portique du côté sud. Il s'agit à l'origine de l'église paroissiale de Tiermes, devenue par la suite chapelle en raison du dépeuplement de la région au XVIe siècle. Elle est classée bien d'intérêt culturel depuis 1982. 